# Hypericum simulans
Hypericum simulans är en johannesörtsväxtart som beskrevs av Joseph Nelson Rose. Hypericum simulans ingår i släktet johannesörter, och familjen johannesörtsväxter. Inga underarter finns listade i Catalogue of Life.